# Anna Bloch-Rozmej
Anna Helena Bloch-Rozmej (ur. 11 września 1969 w Ostrołęce) – polski językoznawczyni, doktor habilitowana nauk humanistycznych, wykładowczyni na Katolickim Uniwersytecie Lubelskim Jana Pawła II w Lublinie

## Biografia i kariera naukowa
Absolwentka I Liceum Ogólnokształcącego im. S. Staszica w Lublinie (1988) oraz filologii angielskiej Katolickiego Uniwersytetu Lubelskiego (1993)
Studiowała w Canisius College w Buffalo w Stanach Zjednoczonych w ramach stypendium naukowego ufundowanego przez Permanent Chair of Polish Culture (1991).
Stopień doktorki nauk humanistycznych w zakresie językoznawstwa uzyskała w 1997 (rozprawa doktorska pod kierunkiem Edmunda Gussmanna Element Interactions in Phonology. A Study in Connemara Irish została przedstawiona do Nagrody Ministra Edukacji Narodowej).
Stopień doktorki habilitowanej uzyskała w 2009 (na podstawie pracy Melody in Government Phonology)
W 1993 została pracowniczką naukową Katolickiego Uniwersytetu Lubelskiego Jana Pawła II. W latach 2009–2010 była kierowniczką Katedry Historii Języka Angielskiego, od 2010 kierowniczką Katedry Językoznawstwa Historycznego i Stosowanego, a od 2014 kierowniczką Katedry Językoznawstwa Stosowanego.
W latach 2013–2014 była profesorką wizytującą w Instytucie Filologii Języków Obcych na Uniwersytecie Jana Kochanowskiego w Kielcach.
Od 2015 prowadzi zajęcia w Uniwersyteckim Kolegium Kształcenia Nauczycieli Języka Angielskiego (Uniwersytet Warszawski).
Jest członkiem:
- Stowarzyszenia Nauczycieli Akademickich Filologii Angielskiej – Polish Association for the Study of English (PASE)
- Polskiego Towarzystwa Fonetycznego – Polish Phonetics Association
- Europejskiego Stowarzyszenia Nauczycieli Języka Angielskiego – The European Society for the Study of English (ESSE)
- Ogólnopolskiego Stowarzyszenia Dwujęzyczności Bilinguis

Od 2013 inicjatorka oraz przewodnicząca komitetu organizacyjnego międzynarodowej, naukowej konferencji językoznawczej Linguistics Beyond and Within

## Wybrane publikacje
- Geminates and Interonset Government in Irish. Focus on Language. Proceedings of the 2nd Conference of the Polish Association for the Study of English, Edmund Gussmann and Henryk Kardela (eds.), 9–25 UMCS, Lublin 1994.
- Nasal Lenition and the Theory of Phonological Government”. Licensing in Syntax and Phonology, Edmund Gussmann (ed.), 165–185, Wydawnictwo Folium, Lublin 1995.
- Nasal Vowels in Polish. Papers and Studies in Contrastive Linguistics pod J. Fisiak (ed.), 81–103, Adam Mickiewicz University, Poznań 1997.
- Contour Structures in the Vocalic System of Polish. Structure and Interpretation. Studies in Phonology, E. Cyran (ed.), Wydawnictwo Folium, Lublin 1998.
- Bridging as a Licensing Mechanism. PASE Papers in Literature, Language and Culture, E. Gussmann and B. Szymanek (eds.), 437-449, Redakcja Wydawnictw Katolickiego Uniwersytetu Lubelskiego, Lublin 1998.
- Element Interactions in Phonology. A Study in Connemara Irish. Redakcja Wydawnictw KUL, Lublin 1998.
- Degemination in German”. Proceedings of the 10th Annual Conference of the Polish Association for the Study of English, Elżbieta Mańczak-Wohlfeld (ed.), Jagiellonian University Press, 11-21, Kraków 2002.
- The Vocalic System of German. A Government Approach. Perspectives on Language H. Kardela, W. J. Sullivan and A. Głaz (eds.), 51-61, Wydawnictwo Uniwersytetu Marii Curie-Skłodowskiej, Lublin 2004.
- Vowel–Consonant Interaction in Irish and German. PASE Papers in Language Studies. Proceedings of the 9th Annual Conference of the Polish Association for the Study of English, Gdańsk 2000, Elżbieta Stanulewicz (ed.), 69-77 Wydawnictwo Uniwersytetu Gdańskiego, Gdańsk 2002.
- The Weakening of the Autosegmental Bonds. Examples from English and German. PASE Studies in Linguistics, P. Stalmaszczyk and I. Witczak-Plisiecka (eds.), 33-47, Łódź University Press, Łódź 2007.
- The Analysis of Complex Vocalic Structures in Irish. Lingvistika 1 (11), 21-29. Luhansk Taras Shevchenko National Pedagogical University, Luhansk, Ukraine, 2007.
- The Representation of Turbulent Sounds in German: A Government Approach. Papers in Phonetics and Phonology, M. Zygis and S. Fuchs (eds.), 131-145. ZAS Papers in Linguistics Nr. 49, Berlin 2008.
- An Element-based Approach to Ukrainian Back Fricatives. Poznań Studies in Contemporary Linguistics 44 (1), K. Dziubalska-Kołaczyk and J. Weckwerth (eds.), 5-20, Versita, Poznań 2008.
- Prime Status and Organisation in Segmental Structures. Issues in Celtic Linguistics A. Bloch-Rozmej (ed.), Wydawnictwo KUL, 11-36. Lublin 2008.
- Issues in Celtic Linguistics, A. Bloch-Rozmej (ed.). Vol. V Lublin Studies in Celtic Languages. Wydawnictwo KUL, Lublin 2008
- Vowel Reduction in Dutch. Crosscurrents: Culture, Literature, Language. Wszechnica Świętokrzyska Periodical Publications 2/25, Ryszard W. Wolny (ed.), 163-173, Kielce 2008.
- Melody in Government Phonology. Wydawnictwo KUL, Lublin 2008.
- Bridging and the Phonology-Morphology Interface Roczniki Humanistyczne, vol. LVI, 5, 49-62, Towarzystwo Naukowe KUL Jana Pawła II, Lublin 2008.
- Nasality Spreading Mechanisms, Language Encounters A. Malicka-Kleparska, M. Charzyńska-Wójcik, and J. Wójcik (eds.), Towarzystwo Naukowe KUL JPII, Lublin 2008., 83-92.
- Fonologia Rządu. Charakterystyka Modelu i jego Zastosowań, Zeszyty Naukowe KUL, LI, 3(203), 57-74. Wydawnictwo KUL, Lublin 2008.
- Element Interactions at Domain Edges. Roczniki Humanistyczne, Vol. LVII, 5, 147-160, Towarzystwo Naukowe KUL Jana Pawła II, Lublin 2009.
- Intrasegmental Dependency Relations in Irish and English. Lublin Studies in Celtic Languages, Vol. VI, Maria Bloch-Trojnar (ed.), Wydawnictwo KUL, Lublin 2009, 49-63.
- Syllabic Consonants in Slavic and Celtic languages: The mechanism of element extension. w Dimensions and Categories of Celticity. Studies in Language. Studia Celto-Slavica 4, Piotr Stalmaszczyk and Maxim Fomin (eds.), Łódź University Press, Łódź 2010, 53-67.
- Headedness as Voicing. The Analysis of G-Spirantisation in German. PASE Papers in Literature, Language and Culture. Part II, Papers in Linguistics, Jerzy Rubach (ed.), 31-39. Uniwersytet Warszawski, Warszawa 2009.
- Phonological function of Noise in Irish and Ukrainian Turbulent Sounds. Celts and Slavs in Central and Southeastern Europe. Studia Celto-Slavica III. 2010. Dunja Brozović Rončević, Maxim Fomin and Ranko Matasović (eds.). Zagreb, Institut za hrvtski jezik I jezikoslovlje, 135-157.
- Verbal forms in Yabem: The case of stricture harmony, Verb Structures. Between phonology and morphosyntax. Studies in Linguistics and Methodology 2 E. Cyran and B. Szymanek (eds.), Wydawnictwo KUL, Lublin 2010, 11-27.
- Focus on phonological theory: A Comparison of Three Contemporary Frameworks. Crosscurrents: Studies in English Linguistic, R. Wolny and M. Łodej (eds.). Zeszyty Wszechnicy Świętokrzyskiej 3(28)/2010, 61-67. Kielce.
- Aspects of Phonological Strength: Evidence from Language Acquisition. The Acquisition of L2 Phonolog,. J. Arabski and A. Wojtaszek (eds.). Second Language Acquisition Series. Multilingual Matters, 2011, 93-108.
- Language-specific Interpretations of ‘Headedness’ in Irish and German.”, Formal and Historical Approaches to Celtic Languages, LSCL vol.7 K. Jaskuła (ed.). Lublin: Wydawnictwo KUL, 2011, 65-83.
- Noise as a phonological element: On the representation of plosives and affricates. New Perspectives in Language, Discourse and Translation Studies, Second Language Learning and Teaching Series, 2011, 13-25, M. Pawlak and J. Bielak (eds.). Springer.
- Friend or foe? On some horizontal bonds between phonological primes. Exploring language through contrast. W. Skrzypczak, T. Fojt and S. Wacewicz (eds.). Cambridge Scholars Publishing. 2012, 2-19.
- Modules and Interfaces. Studies in Linguistics and methodology 4. Lublin: Wydawnictwo KUL. Maria Bloch-Trojnar and Anna Bloch-Rozmej (eds.). 2012.
- Domains, interfaces and the nature of phonological primitives. Modules and Interfaces. Studies in Linguistics and methodology 4. Lublin: Wydawnictwo KUL, 2012, 35-47. Maria Bloch-Trojnar and Anna Bloch-Rozmej (eds.).
- Resonance primes say ‘No’ to cross-vocalic harmony. Sound structure and sense. Studies in memory of Edmund Gussmann, E. Cyran, H. Kardela and B. Szymanek (eds.), 2012, 15-29. Lublin: Wydawnictwo KUL.
- System-specific potential of headlessness Ambiguity. Multifaceted structures in syntax, morphology and phonology, Anna Bondaruk and Anna Malicka-Kleparska (eds.), Studies in Linguistics and Methodology 5, 2013, 19-35. Lublin: Wydawnictwo KUL.
- QUANTITY IN PHONETICS AND PHONOLOGY: A GOVERNMENT PERSPECTIVE. Roczniki Humanistyczne, Tom LXII, zeszyt 5, 21-32
- Back consonants in Ukrainian: a diachronic overview. In: Anna Bloch-Rozmej, Magdalena Charzyńska-Wójcik, Jerzy Wójcik (eds.), Language Change. Faces and Facets, Lublin 2014: Wydawnictwo KUL, 13-25
- Consonants at domain edges: Government-based considerations of the selected phenomena in Slavic languages. In: A. Witalisz (ed.)  From Sound to Meaning in Context. Studies in Honour of Piotr Ruszkiewicz. Text-Meaning-Context: Cracow Studies in English Language, Literature and Culture, vol. 8. Peter Lang, 41-59
- Anna Bloch-Rozmej, Magdalena Charzyńska-Wójcik, Jerzy Wójcik (eds.). Language Change. Faces and Facets. Lublin 2014: Wydawnictwo KUL. ISBN 978-83-7702-958-9.
- Affricates: Structure and Interpretation, w Spotlight on melody and structure in syntax and phonology pod. red. Anny Bloch-Rozmej, Anny Bondaruk i Anny Prażmowskiej. Lublin 2015: Wydawnictwo KUL, str 195-211.
- Schwa: phonological coding versus phonetic manifestation W Within Language, Beyond Theories. Vol.I. Studies in Theoretical Linguistics. Pod red. A. Bondaruk i A. Prażmowskiej. Newcastle upon Tyne 2015: Cambridge Scholars Publishing, 223-243
- An Introduction to the Sound System of Vilamovian W Languages in Contact 2014 pod red. Piotr P. Chruszczewski, Richard L. Lanigan, John R. Rickford, Katarzyna Buczek, Aleksandra R. Knapik, Jacek Mianowski. Wrocław – Washington, D.C. 2015: Wydawnictwo Wyższej Szkoły Filologicznej we Wrocławiu,81-99.
- Anna Bloch-Rozmej, Karolina Drabikowska (eds.). Within language, beyond theories. Vol II. Studies in Applied linguistics. Newcastle upon Tyne 2015: Cambridge Scholars Publishing. ISBN 978-1-4438-7457-1.
- Anna Bloch-Rozmej, Anna Bondaruk, W. Malec, E. Mokrosz, S. Ździebko (eds). Young minds vs. old questions in linguistics: proceedings of the Fourth Central European Conference in Linguistics for Postgraduate Students. Lublin 2015: Wydawnictwo IEŚW.
- Anna Bloch-Rozmej, Anna Bondaruk, Anna Prażmowska (eds) Spotlight on Melody and Structure in Syntax and Phonology. Lublin 2015: Wydawnictwo KUL. ISBN 978-83-8061-169-6.